# Cretona

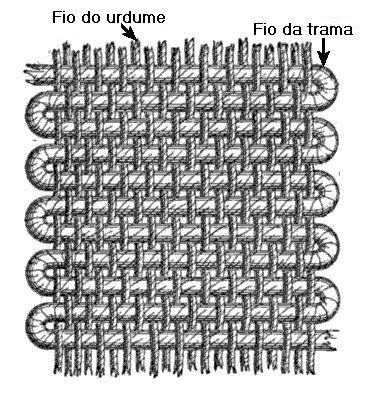
L'ordit i la trama en un teixit normal

La cretona fou originalment un teixit molt resistent amb ordit de cànem i trama de lli. En els inicis era de color blanc, sense estampar. També en els orígens, hi havia cretones teixides de cànem, de lli i de cotó. A França, segons una llei de 1738 (Reglement du 14 de Janvier de 1738) les cretones havien de ser de lli, exclusivament. Durant molts anys les cretones eren teixits blancs, resistents i suaus al tacte. Emprats per a fer camises, mocadors i altres. Les definicions actuals consideren les cretones teixits de cotó estampats, de qualitat regular, usats per a fer cortines, entapissat de mobles i altres paraments de la llar. El canvi de significat es produí a partir de 1875 i ja estava consolidat el 1900. (Vegeu documents, més avall).

## Història
Hom atribueix el seu nom i origen al teixidor Paul Creton del poble de Vimoutiers dans l'Orne (l'any 1640) o, potser, a la vila de Creton dans l'Eure en època no definida.

## Documents
- 1762. Cretona només de lli. CRETONNE. Toile blanche ainsi appellée du nom de celui qui en a fabriqué le premier. Elle a la chaîne & la trame de lin, … aux cretonnes qui se manufacturent à Lizieux en Normandie. Il y en a de fines, de grosses & de moyennes. Leur longụeur & leur largeur varient beaucoup. Elles sont toutes d'un très-bon usé.[4]
- 1770. Cretona de cànem i lli. CRETONNE. Sorte de toile blanche qui se fabrique en Normandie du côté de Lizieux. Les cretonnes, ainsi appeliées du nom de celui qui en a fabriqué le premier, ont la chaîne de chanvre & la trame de lin.[5]
- 1814. CRETONNE, s. f. Sorte de toile blanche Des chemises de cretonne.[6]
- 1839. Cretona tela blanca. Cretonne, subst. fém., sorte de toile blanche qui se fabrique du côté de Lisieux : des chemises de cretonne.[7]
- 1841. Cretona tela blanca, bastant suau...[8]
- 1844. Primera referéncia en castellà.[9]
- 1870-1950. Barbara Brackman resumeix el canvi de significat de "cretonne".[10]
- 1918. Cretones estampades amb flors.[11]

## Poesia popular
| « | y cuant [la percalera] talla algun vestit de cretona o de percal, talla més faldes sa llengua qu•una daga d'afaitar (Tipos d'auca, 99). | » |